# Lee Case
Lemoine Spencer Case, detto Lee (Curtis, 8 agosto 1917 – Rancho Mirage, 31 dicembre 1984), è stato un pallanuotista statunitense, che ha partecipato ai Giochi Londra 1948.
Nel 1976, è stato inserito nella USA Water Polo Hall of Fame.